# Tx
Tx / tx es un dígrafo del alfabeto latino compuesto por t y x. Se usa en catalán y euskera para representar el sonido de la consonante africada postalveolar sorda, /t͡ʃ/.
Es común en ambos idiomas la sustitución total de ch- por tx- en nombres extranjeros; como en chip, txip o en kétchup, CATquètxup o EUS ketxup; chi kung como txi kung. Incluso en topónimos como Checoslovaquia, CAT Txecoslovàquia y EUS Txekoslovakia. 

## Catalán
Al final de una palabra, los grupos –tx y –ig representan el mismo sonido /–t͡ʃ/. Se trata de un sonido sordo africado, como en las palabras despatx («despacho») y maig («mayo»). La hifenación del catalán tiende a separar los dígrafos. Así pues, esmotxar se separía es-mot-xar («desmochar») y xitxarel·lo xit-xa-rel-lo («aprendiz»).
En catalán, existe la controversia sobre si debería existir el dígrafo tx- a principio de palabra, pues representa el mismo sonido que la x- al principio de palabra. Esto da lugar a que en catalán haya palabras que se escriban con tx-, como en Txad (Chad), mientras que hay palabras que se escriben con x-, como en Xile (Chile).

## Euskera
En euskera se usa tx para representar /t͡ʃ/, como la ch en castellano. Ejemplos son amatxi («abuela») o txorizo («chorizo»). En el país vasco francés, las palabras con tx no tienen un equivalente fonológico en el idioma francés (ya que en este idioma el dígrafo ch representa el sonido /∫/), por lo que es común que los nombres se transcriban con -tch-, como en EUS Etxeberri, ESP Echeberri y FR Etcheberri. Este sonido no se debe confundir con la consonante africada alveolar sorda /t͡s/, también existente en el euskera y que se representa mediante otros dos dígrafos: ts (cuando es apical) y tz (cuando es laminar). En la ortografía medieval del vasco se usó ts para representar /t͡ʃ/.